# 慧妃 (康熙帝)

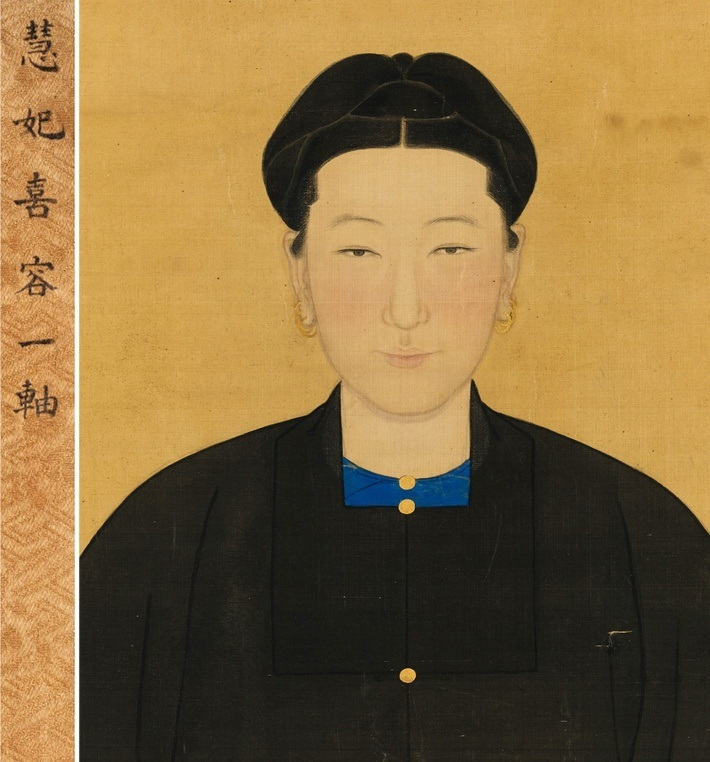
慧妃博爾濟吉特氏畫像在蘇富比拍賣行拍賣時的小圖。

慧妃（17世纪—1670年5月30日），博爾濟吉特氏。清朝蒙古人，康熙帝之妃。出自科尔沁部左翼前旗。科尔沁冰图郡王孔果尔曾孙女，科尔沁三等台吉阿郁锡之女，即康熙帝的远房表姑，她與康熙帝嫡母孝惠章皇后有着姑表親關係。

## 生平
康熙八年（1669年），她與四等台吉多爾濟之侄女扎魯特博爾濟吉特氏同時被娶入宮中。九月，宮中根據康熙帝祖母太皇太后布木布泰的旨意，將暫無所屬的內管領「分派與由蒙古娶來之二格格」，可見她們的位分等級屬福晉級，因為按照順治朝及康熙朝初期的慣例，福晉級庶妃領有一個或兩個內管領，而小福晉級及以下級別的庶妃則不領有內管領:253。同年十一月二十三日，內務府奏報為「本日入宮之二格格」增加口分，可知兩位格格於此日入宮。翌日，康熙帝便由武英殿移居至剛修理完成的乾清宮。
康熙九年（1670年）四月十二日（西曆1670年5月30日），以福晉级后宫主位的身份病逝。康熙九年五月初九日，上封號禮，追封其謚號为慧妃。
- 《清聖祖實錄·卷之三十二》載：康熙九年（1670年）五月癸亥，康熙帝谕礼部：「博尔济金氏、乃科尔沁冰图郡王额济音之亲叔额德台吉之子三等台吉阿郁锡之女，选进宫中待年，方欲册封。今遽尔长逝，朕心深切轸悼宜追封为妃其封号、及应行礼仪，尔部即察例议奏」。寻允礼部议：「追封为慧妃」。[註 3]

因清景陵及妃园寝都尚未营建，慧妃的金棺只能暂厝在殡宫。康熙二十年，清景陵及妃园寝基本建成；同年二月，慧妃金棺随孝诚仁皇后和孝昭仁皇后的梓宫奉移山陵，三月初八日正式葬入妃园寝。入葬当天，康熙帝亲自到慧妃墓前奠酒。康熙二十五年十二月十九日康熙帝再一次到妃园寝祭为慧妃三奠酒，並且举哀。
雍正六年景陵禮部郎中雅爾泰查得，總管禪布於康熙二十年中元致祭慧妃時，行三跪九叩禮，此祭掌關防郎中胡錫塔登記在案。從此四時大祭及忌日祭祀俱行三跪九叩禮。礼部尚书常寿等人認為妃園寢祭行三跪九叩禮與會典不符，嗣後應照會典行二跪六叩禮，永著為例。

## 备注
1. ↑  孝端文皇后、孝莊文皇后等人出自科尔沁左翼中旗。
2. ↑  慧妃的父亲阿郁锡是康熙帝祖母孝莊文皇后的堂叔额德的儿子。《清朝野史大观》称康熙帝纳姑为妃，其来源可能即是慧妃之事。
3. ↑  顺治时期，已有册封封号妃的妃子，如：顺治世祖曾册封号立董鄂氏贤妃，甚至尊上为皇贵妃、皇后；博尔济吉特氏悼妃；博尔济吉特氏静妃。

《清世祖实录》：顺治十五年(1658年)三月二十日。顺治谕礼部：「科尔沁巴图鲁王之女，选进宫中，因待年未行册封，今遽尔长逝，朕心深切轸悼，宜追封为妃其封号及应行典礼，尔部即察例议奏。寻追封悼妃」。

从康熙登极初，封先朝顺治帝已逝的贞妃，可看出：
  - 《皇朝文献通考》： 「妃董鄂氏，轻车都尉巴度女，(康熙)追封皇考贞妃。」
  - 《康熙朝实录》：顺治十八年(1661年)二月康熙谕礼部：「皇考(顺治)大行皇帝御宇时。妃董鄂氏………遂尔薨逝芳烈难泯，典礼宜崇，特进名封，以昭淑德，追封为贞妃。所有应行礼仪，尔部察例具奏」。

————包括二任孝昭仁皇后諸多妃嬪入宫後頂多册封妃，于康熙前期皆未被康熙冊封过妃嫔的徽号禮(除了，康熙追谥号册生前无封妃无徽号的慧妃外)。例如，康熙初有冊封封号典礼的妃嫔，有努尔哈赤太祖、顺治世祖皇帝的妃嫔：皇曾祖寿康太妃(顺治十八年十月)、皇考贞妃(顺治十八年二月)、皇考恪妃(康熙六年)、皇考淑惠妃(康熙十二年)、皇考恭靖妃、皇考端顺妃、皇考宁悫妃，.....着会同礼部，详议典礼。